# Шептаки (Хорнойське сільське поселення)
Шепта́ки (рос. Шептаки, чув. Шаптак) — присілок у Чувашії Російської Федерації, у складі Хорнойського сільського поселення Моргауського району.
Населення — 343 особи (2010; 390 в 2002, 511 в 1979; 643 в 1939, 687 в 1926, 597 в 1906, 394 в 1858).

## Історія
Історичні назви — Шептак. Утворився як виселок, а пізніше як околоток, села Тораєво. До 1866 року селяни мали статус державних, займались землеробством, тваринництвом, бондарством, ковальством, виробництвом жерстяних виробів. 1884 року відкрито школу грамоти. 1931 року створено колгосп «Нове життя». До 1927 року присілок перебував у складі Тораєвської волості Ядрінського повіту. 1927 року присілок переданий до складу Татаркасинського, 16 січня 1939 року — до складу Сундирського, 17 березня 1939 року — до складу Совєтського, 1944 року — до складу Моргауського, 1959 року — повернуто до складу Сундирського, 1962 року — до складу Чебоксарського, 1964 року — повернутий до складу Моргауського району.

## Господарство
У присілку діє магазин.